# 죽어도 해피엔딩
죽어도 해피엔딩은 2007년 공개된 대한민국의 영화이다.

## 배역
- 예지원 : 지원 역
- 임원희 : 두찬 역
- 조희봉 : 최 사장 역
- 박노식 : 박 감독 역
- 정경호 : 유 교수 역
- 장현성 : 백 형사 역
- 백도빈 : 조 형사 역